# Cionți
Cionți – wieś w Rumunii, w okręgu Gorj, w gminie Bustuchin. W 2011 roku liczyła 68 mieszkańców.